# Makonde

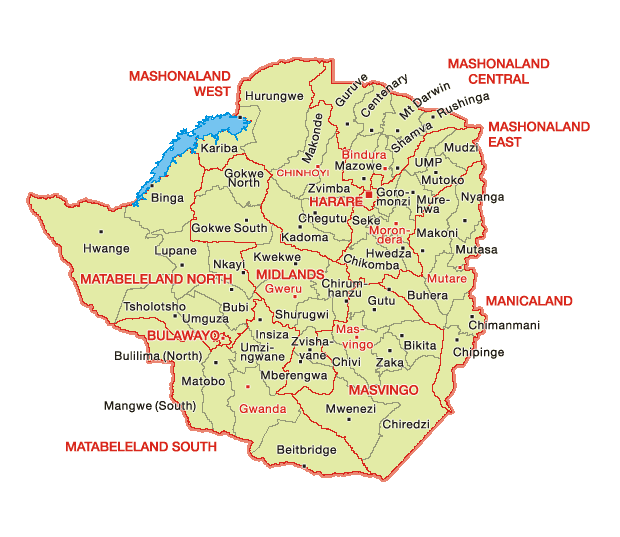
Distritos do Zimbábue

Makonde (denominado Lomagundi, antes da independência do Zimbábue) é um distrito da província de Maxonalândia Ocidental. Tem uma forma aproximadamente rectangular, com orientação sudoeste-nordeste e confina a noroeste com o distrito de Hurungwe, a sueste com Zvimba e a sul com Kadoma.
É neste distrito que se localiza a cidade de Chinhoyi, capital da província.